# 高原亮治
高原 亮治（たかはら りょうじ、1947年 - 2013年7月18日）は、日本の厚生労働技官、医師。防衛庁参事官等を経て、厚生労働省健康局長を最後に退官し、上智大学総合人間科学部教授、日本医療機能評価機構副理事長、厚生労働統計協会会長などを務めた。位階は正四位。瑞宝中綬章。

## 人物・経歴
岡山県玉野市出身。岡山県立玉野高等学校を経て、1972年岡山大学医学部医学科卒業。1976年厚生省入省。1980年テキサス大学大学院公衆衛生大学院修士課程修了、公衆衛生学修士。厚生省大臣官房企画官、国民医療対策本部事務局次長、外務省在フィリピン日本国大使館一等書記官、岡山県環境保健部長、厚生省児童家庭局母子衛生課課長、厚生省環境衛生局食品衛生課長、厚生省保健医療局国立病院経営指導課長、厚生省保健医療局地域保健健康増進課長、厚生省大臣官房厚生科学課長、防衛庁参事官、厚生労働省社会・援護局障害保健福祉部長、厚生労働省健康局長などを経て、2003年退官。2004年日本医療機能評価機構副理事長、上智大学総合人間科学部社会福祉学科教授。2006年厚生労働省社会保険審査会委員。2010年厚生労働統計協会会長。岡山大学大学院医歯薬研究科非常勤講師、洛和会理事、医療情報システム開発センター理事、社会保険健康事業財団理事、国際医学情報センター理事、社会保険審査会理事等も歴任した。

## 栄典
死没日付をもって正四位に叙され、瑞宝中綬章を追贈された。

## 著作
- 『臨床公衆衛生ハンドブック : 現役行政医が書いた』医療文化社 2006年
- 『ディジーズマネジメントが医療を変える : 疾病管理が切り拓く新しい医療』同人社 2011年